# Hutash
Hutash, U Chumash mitologiji, Hutash je božica zemlje i posebna zaštitnica plemena Chumash. Ona je moćno božanstvo. Živila je sama na otoku Limuw, kraj obale Kalifornije, sadašnjem otoku Santa Cruz. Bila je usamljena; njezin muž, Nebeska Zmija, živio je na nebu pa je odlučila stvoriti ljude na svoju sliku, oblikujući ih od čarobnih sjemenki. Hutash se dobro brinula za svoj narod, Chumash, podučavajući ih vještinama i brinući se za njih. Cvjetali su, množili se i na kraju je Limuw postao prenapučen i bučan, toliko bučan da Hutash nije mogla spavati postavši razdražena. Stoga je odlučila da se dio ljudi mora preseliti na kopno Kalifornije. Hutash je stvorila vrlo visok i vrlo dugačak dugin most po kojem su Chumashi mogli hodati od najviše točke na Limuwu do visoke planine blizu onoga što je sada Carpinteria. Neki su s lakoćom prevalili putovanje, ali drugi su, gledajući dolje, postali dezorijentirani i dobili vrtoglavicu te su pali. Hutaš nije htjela da se utope. Osjećala se odgovornom: savjetovala ih je o putovanju i osigurala most, a one koji su pali pretvarala u dupine.